# Brasão de Maranguape

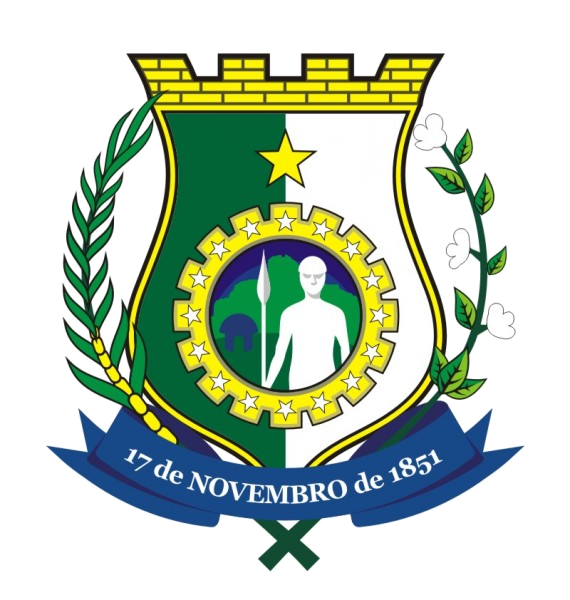
Brasão de Maranguape

O brasão de Maranguape é um dos símbolos do município de Maranguape, no estado do Ceará. A escolha do brasão resultou de um movimentado concurso instituído pela portaria nº 24/77, no qual a maranguapense Lázara Cidrack Braga obteve primeiro lugar.

## Descrição
O símbolo heráldico descreve os panoramas, a história e a contribuição de Maranguape ao desenvolvimento nacional. Os elementos do brasão são:
- O forte: recorda a origem de Maranguape, criado a partir de um desmembramento de Fortaleza
- A roda dentada no centro do escudo: simboliza a indústria, fonte dinâmica de todo progresso
- As estrelas: representam os distritos, sendo a maior o distrito sede
- A serra: mostra que a cidade fica ao sopé da mesma
- A cabana e o índio: lembram os primitivos habitantes da região, os potiguaras
- O ramo de algodoeiro (à direita) e cana-de-açúcar (à esquerda): representam os suportes da economia municipal.

Na faixa, vê-se a data na qual Maranguape passou de vila à cidade.